# Mikasa (azienda)
Mikasa Sports è un'azienda giapponese di articoli sportivi con sede ad Hiroshima.
Produce principalmente articoli per la pallavolo. I palloni della Mikasa sono utilizzati per tutte le competizioni internazionali della FIVB, nonché per numerosi campionati nazionali, compresa la Superlega italiana.
È inoltre il fornitore ufficiale di palloni da pallavolo per le Olimpiadi.
La Mikasa produce inoltre palloni da calcio, palloni da pallacanestro e palloni da pallanuoto. In particolare questi ultimi sono impiegati per le più importanti competizioni ufficiali di tale sport.

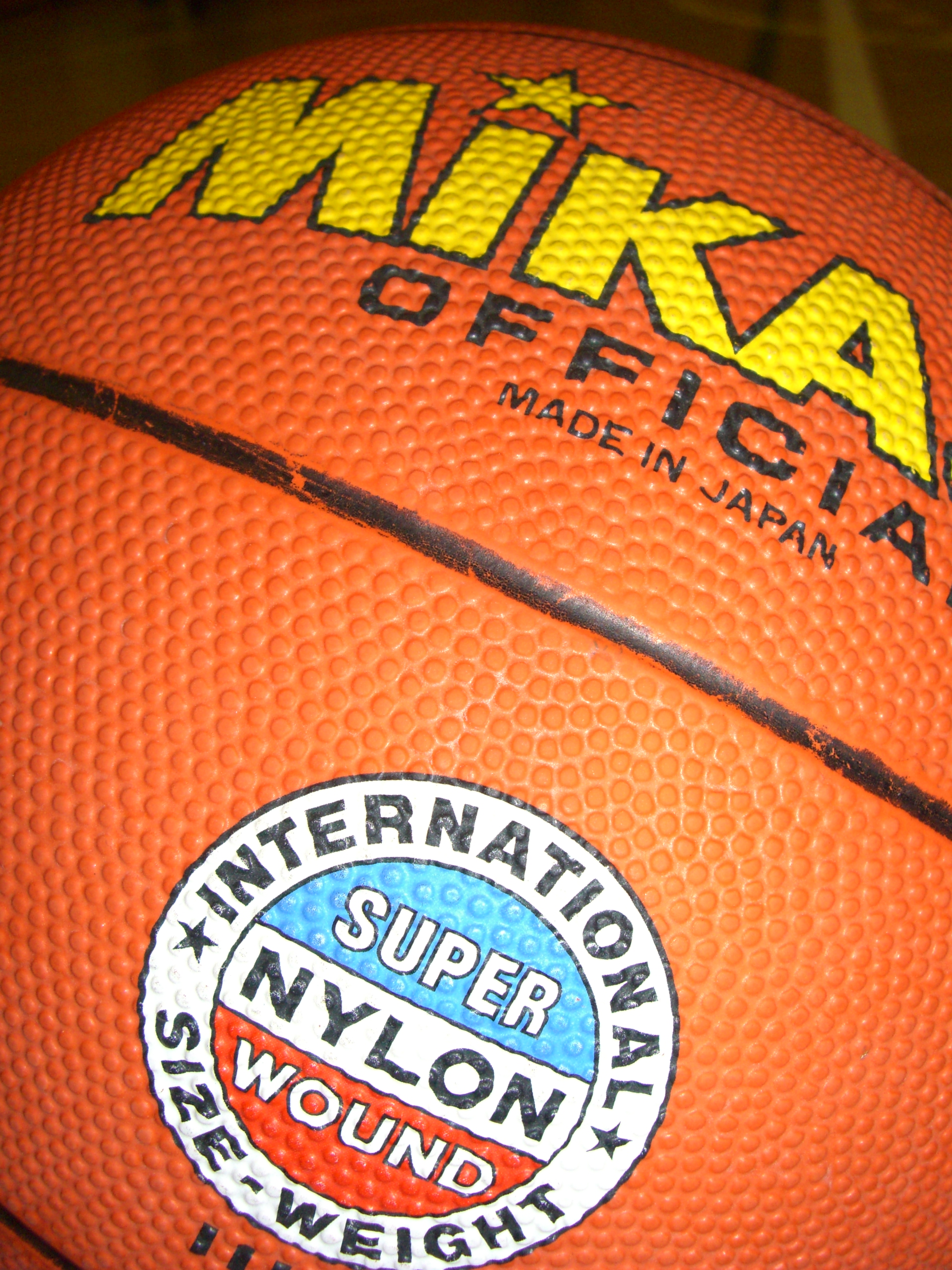
Pallone da pallacanestro
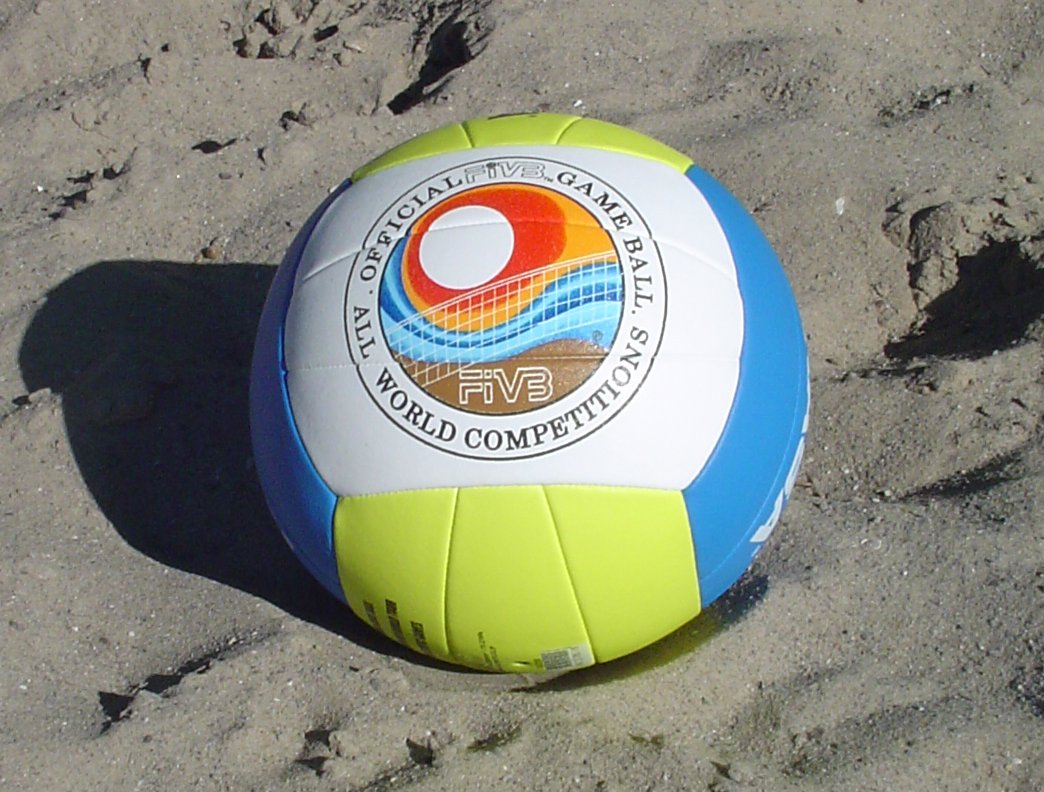
Pallone da beach volley
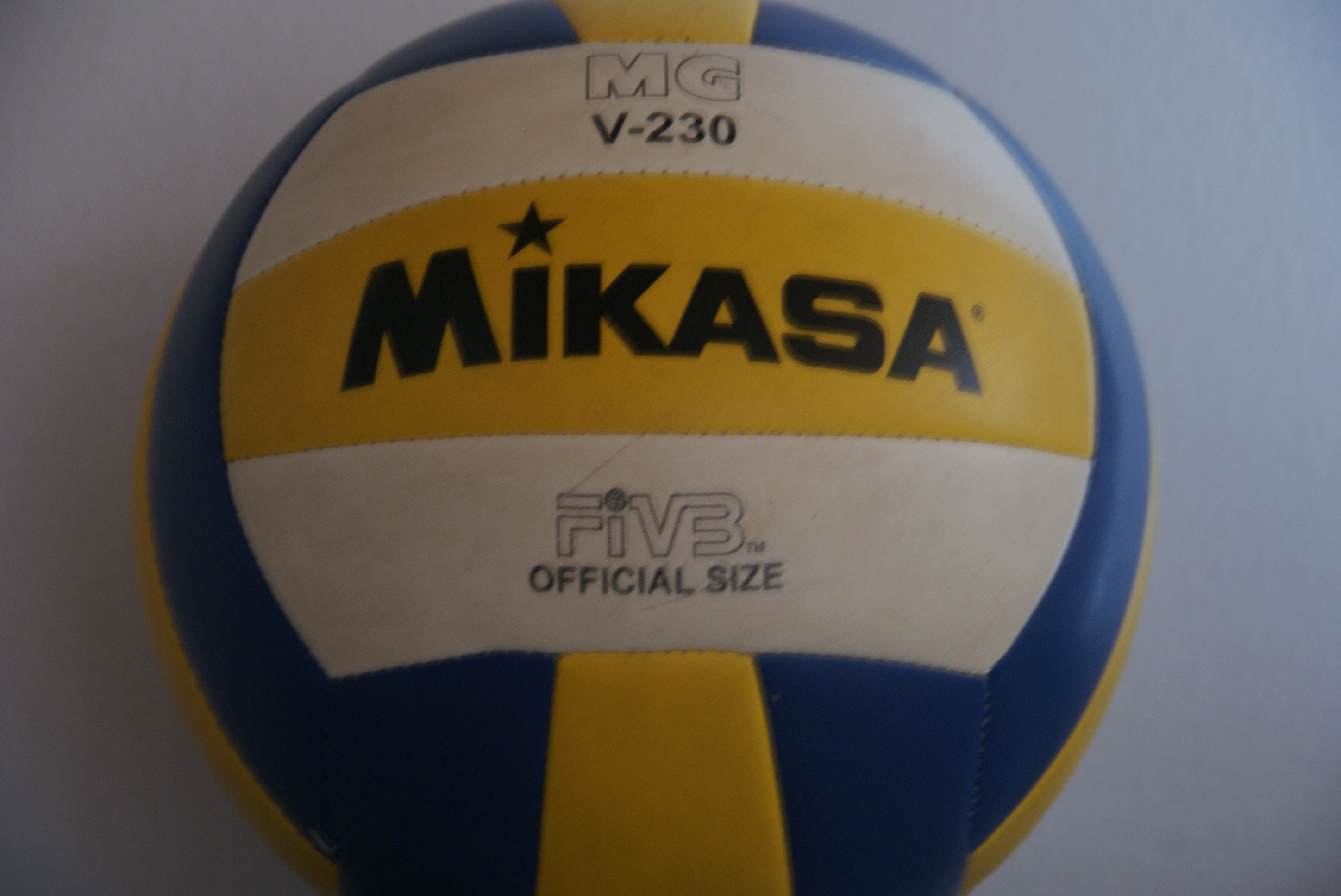
Pallone da pallavolo
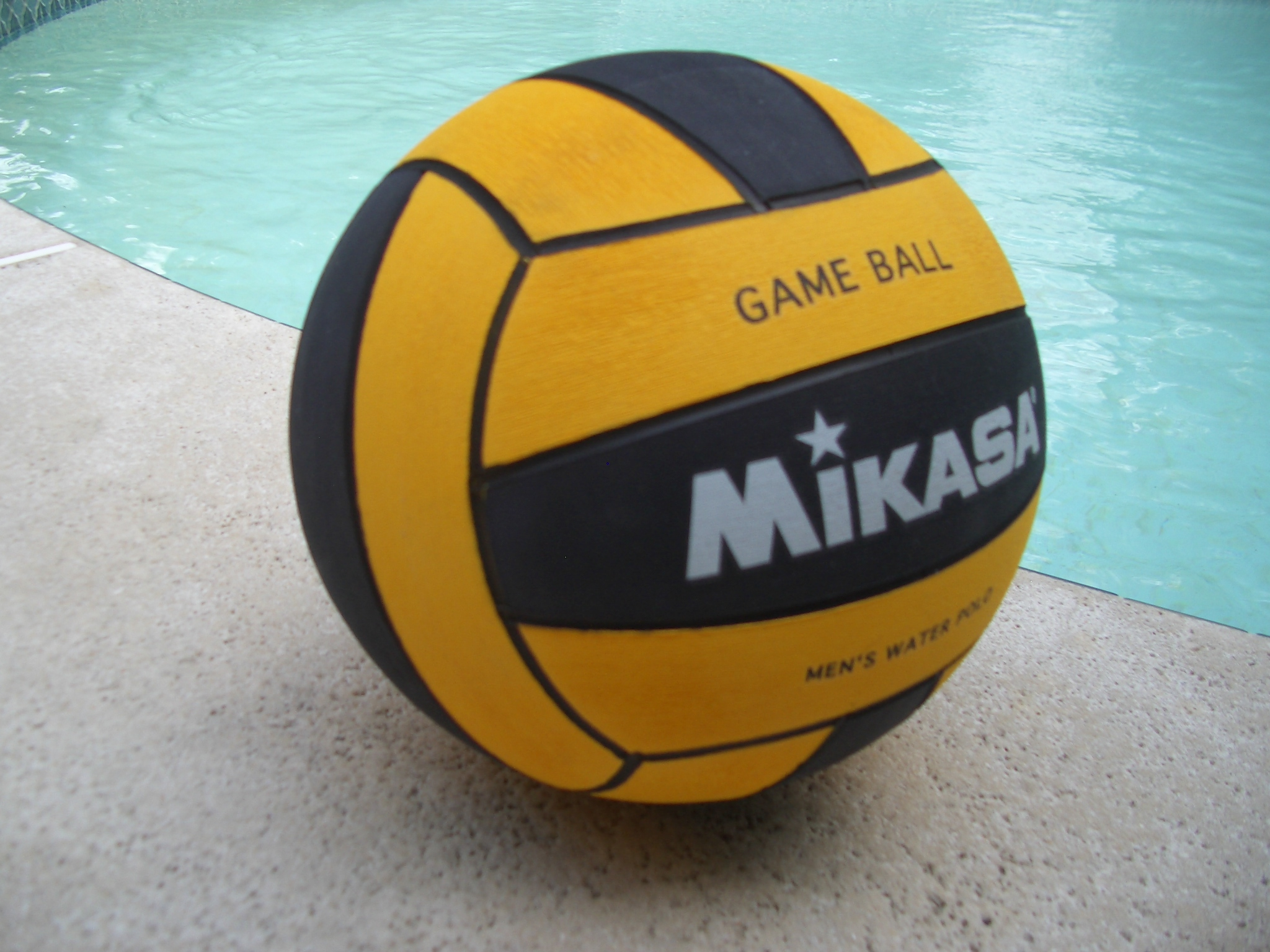
Pallone da pallanuoto

## Forniture ufficiali

### Pallavolo
- Competizioni ufficiali FIVB
- Campionato europeo maschile di pallavolo (1970, 1979, 1981, 1983)
- Campionato mondiale maschile di pallavolo (1978, 1982, 1998)
- Campionato mondiale femminile di pallavolo (1978, 1982, 1998)
- Grand Champions Cup femminile  (1997)
- Coppa del Mondo maschile di pallavolo (1999)
- Pallavolo ai Giochi olimpici (2004, 2008)

### Pallanuoto
- Competizioni ufficiali FINA
- Competizioni ufficiali LEN
- Pallanuoto ai Giochi olimpici (2008)

### Altro
- Universiade: pallavolo, calcio, pallacanestro e pallanuoto (1979)
- Giochi asiatici: pallavolo, beach volley, pallacanestro, calcio, pallamano e pallanuoto (1982, 1994, 1998)